# Pieve di Lecco
La pieve di Lecco o pieve di San Niccolò di Lecco (in latino: Plebis Leuciensis o Plebis Sancti Nicolai Leucensis) era il nome di un'antica pieve dell'arcidiocesi di Milano e del Ducato di Milano con capoluogo Lecco. Come entità amministrativa costituiva la Comunità generale di Lecco.
Il patrono era san Niccolò a cui è ancora oggi dedicata la chiesa prepositurale di Lecco.

## Storia
La storia della pieve ecclesiastica di Lecco è relativamente recente: la data della sua fondazione risale infatti al 23 agosto 1584. In questa data, infatti, l'arcivescovo milanese Carlo Borromeo decise di trasferire la sede plebana dalla chiesa dei Santi Gervaso e Protasio di Castello (la cui canonica è attestata dalla fine del Duecento) all'odierna Basilica di San Niccolò di Lecco. La prima sede, infatti, era stata ridotta nei secoli perlopiù ad una cappellania circondata da canoniche fatiscenti, con una cura d'anime estremamente ridotta, e questo fatto avvantaggiò moltissimo Lecco che proprio in quegli anni stava avendo il suo boom di sviluppo anche sociale.
Va tuttavia segnalato che, secondo alcuni, la primitiva sede plebana sarebbe stata la scomparsa chiesa lecchese di santo Stefano (già esistente nel XII secolo), presso la quale fu riportata alla luce la lapide funebre di un sacerdote deceduto nel 535, ritrovamento che costituì la più antica epigrafe cristiana mai rinvenuta entro i confini della pieve. In questo contesto, la chiesa di Santo Stefano sarebbe nata come chiesa del castrum lecchese, per poi perdere la dignità di chiesa battistimale attorno all'XI secolo, con lo spostamento della sede plebana al di fuori delle mura.
Fin da prima del Rinascimento, invece, la pieve di Lecco esisteva dal punto di vista secolare con una funzione amministrativa civile come ripartizione locale della Provincia del Ducato di Milano, al fine di ripartire i carichi fiscali e provvedere all'amministrazione della giustizia, mantenendo un forte potere sulle comunità locali che ivi svilupparono solo in parte quelle che erano le normali attribuzioni dei comuni, schiacciate com'erano dalla "Comunità Generale di Lecco".
La Comunità conferiva un particolarissimo accentramento della pieve, nella quale i venti comunelli non avevano neanche confini definiti. Gli statuti medievali prevedevano un Consiglio generale di cento membri tra cui si sceglievano gli ufficiali della comunità, ma essendo la carica di consigliere ereditaria, col passare delle generazioni molti posti rimasero vacanti. Gli ufficiali erano in origine quattro consoli, due notai, quattro ragionieri e i campari addetti alla tutela delle colture, due procuratori, quattro estimatori, e i canepari addetti a gestioni economiche particolari. Il deputato generale sorvegliava la ripartizione delle tasse fra i comunelli e rappresentava la comunità in provincia.
La nuova pieve ecclesiastica registrò, nel 1592, dodici chiese curate delle quali però veniva precisato che solo due avevano sacerdoti stabili che vi risiedevano mentre le altre erano ridotte alla stregua di commende, tradizione che si interruppe come presumibile solo molto tempo dopo la conclusione del concilio di Trento nel 1563. In origine la pieve religiosa non comprendeva le parrocchie di Pescate e Malgrate, a lungo inserite nella Pieve di Garlate.
Dal punto di vista civile, la pieve amministrativa fu oggetto di un esperimento riformatore di stampo illuminista da parte dell'imperatore Giuseppe II, che nel 1786 la incluse nella provincia di Como, provvedimento però cancellato dopo soli cinque anni dal fratello Leopoldo II, imperatore ben più conservatore. Già trent'anni prima, comunque, l'imperatrice Maria Teresa aveva provveduto a definire in modo moderno il numero e i poteri dei comuni della pieve, che assumevano così una propria fisionomia ben definita che prima non avevano, come testimoniato dal fatto che addirittura nessuno aveva mai provveduto a disegnarne i confini. La Riforma al governo della comunità generale di Lecco e del suo territorio del 19 dicembre 1757 integrò mezzo millennio di usanze del Territorio di Lecco con la nuova uniforme normativa comunale lombarda. La comunità venne garantita nei propri tributi distintamente da quelli dei suoi quattordici comuni. Il consiglio generale fu ridotto a venti membri, uno per comune preso fra i sudditi più facoltosi più il sindaco, il deputato e i quattro più ricchi del territorio nel suo complesso. La pieve fu poi del tutto soppressa nel 1797 in seguito all'invasione di Napoleone e alla conseguente introduzione di un nuovo ma effimero distretto.
Nel frattempo in ambito religioso anche a Lecco come in altre località venne eretto un vicariato che affiancò di fatto le funzioni della pieve, in cui nel 1930 si registrò la creazione della Parrocchia del Divin Salvatore e Santa Teresa di Gesù Bambino a Pescate, e in questo ambito essa è rimasta sino ai decreti del 1972 del sinodo Colombo che riuscirono a sopprimere definitivamente le funzioni delle antiche pievi a favore dei moderni decanati di cui, ad ogni modo, Lecco divenne sede.

## Territorio
Nella seconda metà del XVIII secolo, il territorio della pieve era così suddiviso:
| Pieve civile ”Comunità Generale di Lecco”                 | Pieve ecclesiastica                              |
| Comune di Lecco -                                         | Parrocchia prepositurale di San Niccolò          |
| Comune di Acquate                                         | Parrocchia dei Santi Giorgio, Caterina ed Egidio |
| Comune di Ballabio Superiore Comune di Ballabio Inferiore | Parrocchia della Beata Vergine Assunta           |
| Comune di Belledo con Maggianico                          | Parrocchia di Sant'Andrea                        |
| Comune di Brumano                                         | Parrocchia di San Bartolomeo                     |
| Comune di Castello                                        | Parrocchia dei Santi martiri Gervaso e Protaso   |
| Comune di Germanedo                                       | Parrocchia dei Santi Cipriano e Giustina         |
| Comune di Laorca                                          | Parrocchia dei Santi Pietro e Paolo              |
| Comune di Morterone                                       | Parrocchia della Beata Vergine Assunta           |
| Comune di Olate                                           | Parrocchia dei Santi martiri Vitale e Valeria    |
| Comune di Rancio                                          | Parrocchia di Santa Maria Assunta                |
| Comune di San Giovanni alla Castagna                      | Parrocchia di San Giovanni evangelista           |
| Comune di Chiuso                                          | --                                               |
| --                                                        | Parrocchia di San Leonardo                       |